# 小侍従 (源氏物語)
小侍従（こじじゅう）とは、源氏物語に登場する架空の人物。源氏物語の登場人物の中で「小侍従」と呼ばれる人物としては、雲居の雁の乳母子である「小侍従」も存在するが、通常源氏物語の登場人物として「小侍従」というときには朱雀院の女三宮の乳姉妹である「小侍従」のことをいう。

## 概要
朱雀院の女三宮の乳姉妹であり、叔母が柏木の乳母だった関係で自身も柏木の召人を務めるようになる。柏木と女三宮とを結び付けうる立場にいる人物であり、柏木の願いを受けて、女三宮への手引きをした人物である。その結果薫の出生の秘密を知っている数少ない人物の一人となった。主要人物の出生の秘密を知る人物として王命婦などと対比されることがある。

## 登場する巻
小侍従は直接には以下の巻で登場し、本文中ではそれぞれ以下のように表記されている
- 第34帖 若菜上 小侍従、乳主、侍従
- 第35帖 若菜下 小侍従、侍従の乳母の娘
- 第36帖 柏木 侍従
- 第45帖 橋姫 小侍従、侍従、小侍従の君、侍従の君

## 各巻での活動
柏木から女三宮への文を託され女三宮に渡すが返事はない。柏木の頼みを断り切れず柏木を女三宮のもとへ導く。女三宮の懐妊を知って不安に思う。柏木から女三宮への文を光源氏に見られてしまったことを柏木に告げる。（第35帖 若菜下）
臨終間近の柏木の文を女三宮に届ける。（第36帖 柏木）
薫が5・6歳のころ胸の病で死去する。（第45帖 橋姫）